# Isopedella flavida
Isopedella flavida là một loài nhện trong họ Sparassidae.
Loài này thuộc chi Isopedella. Isopedella flavida được Ludwig Carl Christian Koch miêu tả năm 1875.